# Monte Bondone
Monte Bondone je hora o výšce 2180 m n. m. Tentýž název může označovat i horskou skupinu (též Alpe di Trento) a lyžařské středisko, které se nachází v Italských Alpách a je vzdálené 18 km jihozápadně od města Trento v provincii Trentino. Monte Bondone patří mezi nejstarší lyžařská střediska vůbec. Místo je oblíbené lyžaři, kteří upřednostňují udržované tratě a rádi se kochají výhledem na trentinské okolí – Dolomity Brenta, vrcholy Paganella atd. Nejvýše položený bod střediska je vrchol Palon (2090 m n. m.) nad obcí Vason. Vlastní hora Bondone leží necelých 5 km dále na jih.

## Historie
První vlek byl v tomto centru postaven v roce 1934, díky čemuž se skutečně řadí mezi jedny z nejstarších lyžařských středisek. Lyžaři se zájmem o historii mohou navštívit nedaleké Trento, jeho historické centrum bylo postaveno v době 5. století př. n. l.

## Zajímavosti
Zajímavostí střediska je sedačková lanovka Rocce Rosse, která má největší výškový rozdíl v Evropě. Za 7 minut překoná 809 m.